# 台北稲荷神社
台北稲荷神社（たいほくいなりじんじゃ）は、日本統治時代の台湾台北州台北市西門町にあった稲荷神社である。東京羽田の穴守稲荷神社の分社で、旧社格は郷社、祭神は豊受姫命。

## 祭神・信仰
- 豊受姫命

稲荷神社の為に、倉稲魂命が祭神であると誤認されている場合があるが、祭神が豊受姫命である穴守稲荷神社から勧請した経緯や当時の新聞記事などからも誤りである。

なお、天照大御神・明治天皇・乃木希典を増祀し、社名も台北神社に改めて、台北市の総氏神とする計画があり、実際に社掌や氏子総代の連名で、1926年（大正15年）12月20日に台北市を経て台湾総督に申請が出された。その後、改称や増祀された資料がなく、台湾神社の存在などから実現しなかったと見られる。ただ、例祭をはじめとした各種祭典や行事には、台北庁などの官公庁関係者が出席し、台北市の火事除祈祷も台北稲荷で行われるなどしていた。
同じ台北市内でも郊外にあった台湾神宮と比べると、市街地にある日本人（内地人）向け繁華街の西門市場に隣接しており、日本人を中心とした台北市民から広く信仰を集めていた。その立地条件の良さから、台湾神社や伊勢神宮の大麻暦の頒布事業も台北稲荷神社で行われていた。

## 歴史

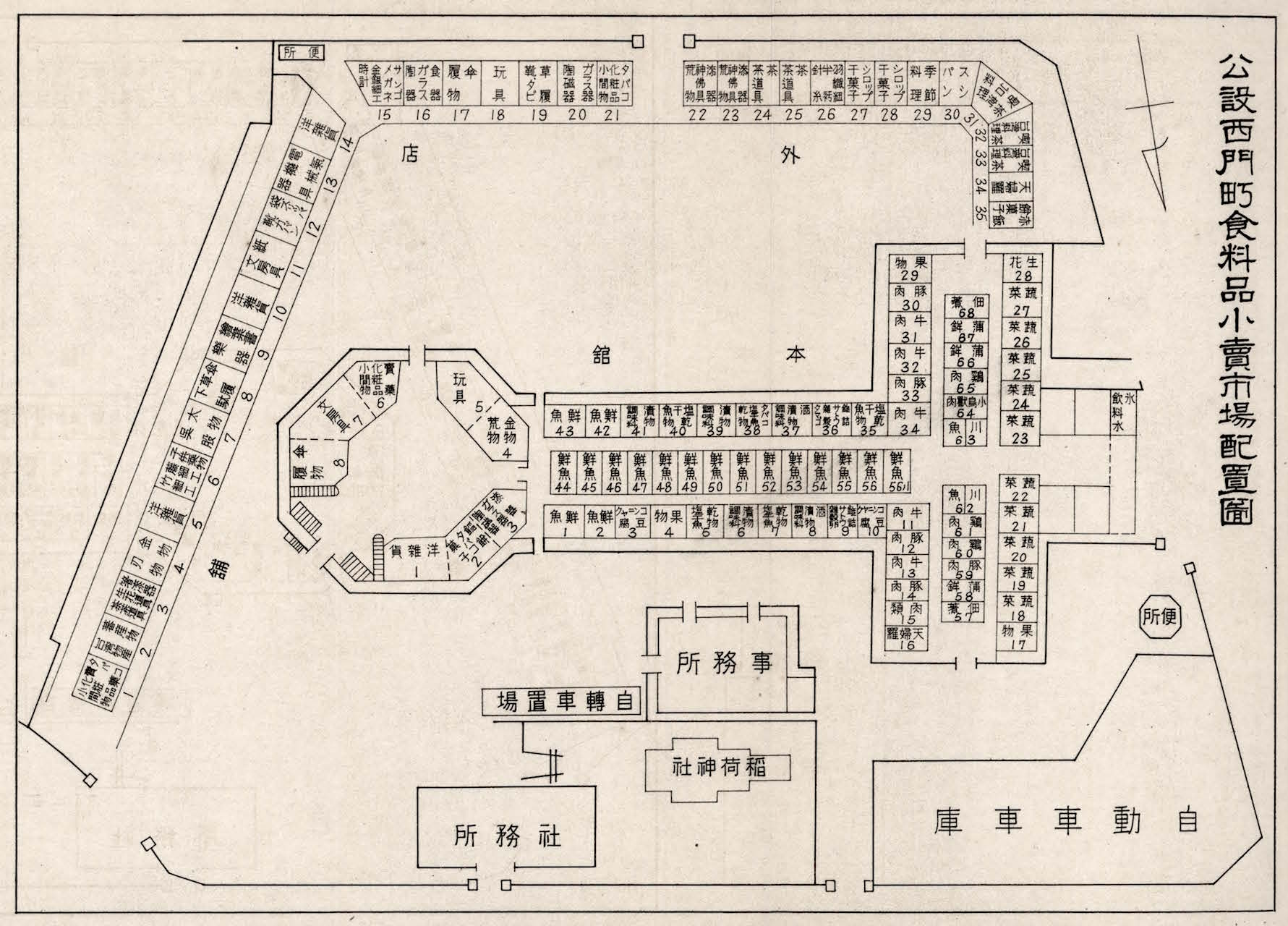
西門市場と台北稲荷神社

### 創建に至るまで
台北稲荷神社は、1910年（明治43年）3月20日に台北市粟倉口街（現在の桂林路、華西街、環河南街一帯）にあった豊川稲荷分院内に祀られていたという穴守稲荷の分社を、西門市場へ勧請したのが始まりである。本祀である穴守稲荷神社は、東京周辺の稲荷信仰の拠点として明治以降大きく発展していた神社であり、台湾へ移住した日本人商人の間でも、商売繁昌の神として崇敬を集めていた。
その後、同年4月1日には、穴守稲荷神社から改めて正式な分霊の承認を受け、台湾総督府より創建の為の寄付金集めの許可も受けた。また、同時期に台湾神社が修繕事業を行っていたので、台湾神社古材の撤下も申請している。
同年11月下旬より、基礎工事が行われる。元々は市場に隣接した墓地であったので、土地全体を掘り起こし、土を取り除いて、新たにきれいな土を補充して、神社を祀るのに相応しい土地とした。そして、11年29日には地鎮祭が大々的に斎行された。
1911年（明治44年）2月11日には、上棟祭が斎行され、合わせて社号が「穴守稲荷神社」から「台北稲荷神社」と改称された。社号改称許可願によれば、詳細な理由は示されていないが「穴守」の名称が不適当とされたことと、台北市に所在し、その市民が信仰するためとされる。
当初は同年3月1日（初午）に鎮座祭を行う予定であったが、発起人側や井村台北庁長の都合により、最終的には6月に延期された。また、総工費の1万円（現在の貨幣価値で数千万円）は民間人からの寄付金が用いられ、400坪の境内地に用材は全て無節の檜を用いて本殿・拝殿・社務所の3棟が建立された。
同年6月24日 - 鎮火祭・新殿祭が斎行される。
同年6月25日 - 鎮座祭・奉祝祭が斎行される。本来は、鎮座祭は鎮火祭・新殿祭と同日に行い、奉祝祭は翌日に行うのが故実だが、炎暑の中2日間にわたる祭典は、参列者の負担になることから、午前中に鎮座祭、午後に奉祝祭という形が取られた。
同年10月22日には、寄附金等の行きがかり上、発起人をはじめとした民間で管理していたが、全て台北庁へ引き渡し、今後は台北庁が管理することになった。例月1・15日の祭日の他、25日を遷座記念祭日として毎月同日を祭日とした。

### 創建後
1916年（大正5年）1月15日 - 加福台北庁長、市来警務課長、大戸係長、消防組頭取、副頭取以下重役が参向し、台北市の火事除祈祷が行われた。
1926年（大正15年）12月20日 - 祭神増祀及び社号改称の申請がなされる。
1937年（昭和12年）10月20日 - 台湾で最初の郷社に列格する。
1938年（昭和13年）6月25日 - 例祭並に郷社列格奉祝祭が斎行される。
1945年（昭和20年）5月31日 - 台北大空襲によって被災、終戦後も神前式を行うなど活動を続けていたが、中華民国政府の台湾への移転に伴い廃絶した。

## 関連文献
- 台湾社寺宗教要覧 台北州ノ巻（台湾社寺宗教刊行会編、1933年）
- 台湾に於ける神社及宗教 昭和14年度・昭和18年度（台湾総督府文教局社会課編、1939年・1943年）